# بد بلومو
بد بلومو (به آلمانی: Bad Blumau) یک منطقهٔ مسکونی در اتریش است که در هارتبرگ فورستنفلد واقع شده‌است. بد بلومو ۳۷٫۳۱ کیلومتر مربع مساحت دارد ۲۸۴ متر بالاتر از سطح دریا واقع شده‌است.